# Haifa Beseisso
Haifa Beseisso (en árabe: هيفاء بسيسو‎ ; Dubái, 1990) es una cantante, activista y creadora de contenido palestino-estadounidense que divulga sobre temas de importancia cultural en el mundo árabe y el feminismo.

## Trayectoria
Haifa Beseisso nació y creció en Dubái y tiene una hermana. En 2021 se graduó en cine y medios de comunicación por la American University de Dubái. Es musulmana.
Se convirtió en productora y trabajó en programas relacionados con la tecnología y los viajes. Colaboró con la jequesa Alyazia al Nahyan de la familia real para ofrecer un taller de realización cinematográfica para personas creativas de las Islas Comoras.
Se hizo popular con su vlog en su canal de YouTube, Fly With Haifa, que filmó en su tiempo libre mientras trabajaba en contenido de viajes en la radio. Empezó a recibir invitaciones de otros países para que los visitara como influencer de viajes, lo que atrajo más atención a su canal. En su plataforma comenzó a hablar de los estereotipos de los pueblos y países árabes.
En 2016, fue anfitriona del concierto del Premio Nobel de la Paz a través de transmisión en vivo por YouTube, junto a personalidades de renombre como Sting y Conan O'Brien. En 2017, participó en la campaña #MoreThanARefugee de YouTube.
En 2018, lanzó su sencillo "Married to Life" visitando las principales zonas turísticas de Dubai con un vestido blanco. Su vídeo, que posteriormente se volvió viral, tenía como objetivo abordar la cuestión del matrimonio precoz y la opresión de las niñas. En septiembre de 2019, fue coanfitriona de los primeros Nickelodeon Kids' Choice Awards Abu Dhabi con Jason Derulo.
En 2021, cambió su enfoque hacia la promoción de los derechos de las mujeres. En 2021, Haifa lanzó una canción de rap titulada "The 3aib Song", que aborda la cuestión de la "vergüenza" y los prejuicios de género dentro de la cultura árabe. La canción se inspiró en sus interacciones con seguidores de las redes sociales que compartieron sus experiencias de vergüenza. El vídeoclip se filmó en los Emiratos Árabes Unidos y enfatiza la necesidad de abordar la desigualdad de género dentro de la sociedad árabe.

## Reconocimientos
En 2019, fue reconocida como el 'Mejor Influencer de Viajes' en los Influencer Awards de Cosmopolitan Middle East. También fue seleccionada como Embajadora de YouTube Creator for Change.